# Pianura Campana
La pianura campana indica la parte propriamente pianeggiante della Campania, cioè la pianura che va dal Garigliano sino alle falde del Vesuvio e dei monti Lattari, e che ha per centri principali, da nord verso sud, Santa Maria Capua Vetere, Capua, Caserta, Villa Literno, Marcianise, Aversa, Acerra, Caivano, Giugliano in Campania, Parete, Frattamaggiore, Casoria, Afragola, Napoli (zona nord), Pomigliano d'Arco, Nola, Pompei, Scafati e Nocera Inferiore. Si tratta di una delle zone a maggiore densità abitativa d'Italia, in cui ricadono molti comuni che superano i cinquantamila abitanti.

## Storia
I primi abitanti della zona furono gli Opici nel IX secolo a.C., che si insediarono presso il fiume Volturno. Le prime popolazioni erano dedite alla caccia, alla pesca, all'allevamento e alla coltivazione di campi, grazie anche al fatto che la piana è un territorio piuttosto fertile, che infatti i Romani chiamarono Campania felix.

## Geografia
Sebbene la pianura campana sia suddivisa in due regioni politico-amministrative, Campania e Lazio, spesso la locuzione è usata per indicare la sola parte della pianura ricadente nell'omonima regione.
In realtà, si individuano distinte aree geografiche nelle zone sopra indicate:
- a nord dal cassinate e dalla piana del Volturno, quest'ultima di natura alluvionale, in parte oggetto di bonifiche nella prima parte del XX secolo e nella quale oggi vengono allevati bufali allo stato semibrado;
- più a sud dalla parte pianeggiante del casertano meridionale, ovvero l'agro aversano, vasta area rurale un tempo paludosa, bonificata nel XVIII secolo con la costruzione dei Regi Lagni, a est dalla parte pianeggiante della città metropolitana di Napoli alle falde del Vesuvio che si spinge verso l'Agro Nolano; a sud-est dall'agro nocerino-sarnese